# Tatyana Ali
Tatyana Marisol Ali (North Bellmore, Long Island, New York, 24 januari 1979) is een Amerikaanse actrice, vooral bekend geworden als Ashley Banks uit The Fresh Prince of Bel-Air. Daarnaast is ze zangeres. Haar lied "Boy You Knock Me Out" bereikte in 1999 nummer 77 van de Nederlandse hitparade.

## Filmografie
- Privileged (2009) – Talia
- Hotel California (2008) – Jessie
- Nora's Hair Salon II (2008) – Lilliana
- The Young and Restless televisieserie – Roxanne (6 afl., 2007-2008)
- On the Lot televisieserie – meisje in 'First Sight' (afl. 11 Cut to 10 & 10 Directors Compete, 2007)
- Glory Road (2006) – Tina Malichi
- The List (2006) – Cynthia
- Domino One (2005) – Laeticia Richards
- Back in the Day (video, 2005) – Alicia Packer
- Nora's Hair Salon (2004) – Lilleana
- National Lampoon Presents Dorm Daze (2003) – Claire
- Half & Half televisieserie – Olivia (afl. The Big Condom-nation Episode, 2003)
- Fastlane televisieserie – Shelly (afl. Girls Own Juice, 2002)
- The Brothers (2001) – Cherie Smith
- Brother (2000) – Latifa
- Jawbreaker (1999) – Brenda Chad
- The Clown at Midnight (1998) – Monica
- 413 Hope St. televisieserie – Kai (afl. Heartbeat, 1997)
- Kiss the Girls (1997) – Janell Cross
- Fakin' Da Funk (1997) – Karyn
- Fall Into Darkness (televisiefilm, 1996) – Sharon McKay
- Kidz in the Wood (1996) – rol onbekend
- The Fresh Prince of Bel-Air televisieserie – Ashley Banks (144 afl., 1990-1996)
- Living Single televisieserie – Stephanie James (afl. Whatever Happened to Baby Sister?, 1996)
- In the House televisieserie – Ashley Banks (afl. Dog Catchers, 1995)
- Are You Afraid of the Dark? televisieserie – Laura/Connie (afl. The Tale of the Quicksilver, 1994)
- Getting By televisieserie – Nicole Alexander (afl. Turnabout Dance, 1993)
- The Cosby Show televisieserie – meisje (afl. Shall We Dance?, 1989)
- A Man Called Hawk televisieserie – Michelle (afl. Life After Death, 1989)
- Wow, You're a Cartoonist! (video, 1988) – een van de tekenende kinderen
- Crocodile Dundee II (1988) – meisje in park
- Eddie Murphy Raw (1987) – Eddies zus (sketch)
- Sesame Street televisieserie – Tatyana (afl. onbekend)